# همسرم، مدیر کل
همسرم، مدیر کل (عربی: مراتي مدير عام) یک فیلم به کارگردانی فطین عبدالوهاب است که در سال ۱۹۶۶ منتشر شد. از بازیگران آن می‌توان به صلاح ذو الفقار وشادية اشاره کرد.

## بازیگران اصلی
- صلاح ذو الفقار
- شادية
- كاريمان
- عادل إمام